# Notanisus clavatus
Notanisus clavatus är en stekelart som beskrevs av Boucek 1961. Notanisus clavatus ingår i släktet Notanisus och familjen puppglanssteklar.
Artens utbredningsområde är:
- Bulgarien.
- Cypern.
- Grekland.
- Kroatien.

Inga underarter finns listade i Catalogue of Life.